# 班戈拉·撒西比谒师所
班戈拉·撒西比谒师所（Gurudwara Bangla Sahib）是印度德里最大的锡克教谒师所。
锡克教8岁的第八代上师哈尔·克里香在此用清洁的井水帮助天花和霍乱患者，1664年3月30日染疫病去世，庙内的池水被世界各地的锡克教徒尊为圣水，被认为具有治疗作用，将其带回家乡。
班戈拉·撒西比谒师所本来是十七世纪的印度统治者拉贾斋辛格的别墅，称为Jaisinghpura宫。1783年建造了一座小型寺庙。目前的建筑大多建于1947年以后。
谒师所位于靠近康诺特广场，其惊人的黄金圆顶和高大的旗杆（Nishan Sahib）非常容易识别。
谒师所及其厨房对所有的人开放，不分种族和宗教。在谒师所，游客需要遮盖他们的头发，不得穿鞋。向导、头巾和存鞋服务均免费。 
建筑群还包括高级中学、博物馆、图书馆和医院。庙内和厨房安装了空调。